# وزارة عبد الرحمن عارف (1967)
قام رئيس الجهمورية عبد الرحمن عارف بتشكيل الحكومة وترأسها بعد أن استقالت وزارة ناجي طالب يوم 10 أيار 1967.

## تشكيلة الوزارة
كانت تشكيلة الوزارة كما يلي:
- رئيس الجمهورية ورئيس الوزراء: عبد الرحمن عارف
- نواب رئيس الوزراء:
  - طاهر يحيى
  - عبد الغني الراوي
  - إسماعيل مصطفى
  - فؤاد عارف، وكذلك وزير إعمار الشمال بالوكالة
- وزير الخارجية: عدنان الباجه جي
- وزير الدفاع: شاكر محمود شكري
- وزير المالية: عبد الرحمن عبد الله الحبيب
- وزير الداخلية: عبد الستار عبد اللطيف
- وزير العدل: مصلح النقشبندي
- وزير العمل والشؤون الاجتماعية: عبد الكريم هاني، وكذلك وزير الصحة بالوكالة
- وزير الثقافة والإرشاد: أحمد مطلوب
- وزير المواصلات: فاضل محسن الحكيم
- وزير الزراعة: عبد المجيد الجميلي
- وزير التخطيط: محمد يعقوب السعيدي
- وزير النفط: عبد الستار علي الحسين
- وزير الاقتصاد: كاظم عبد الحميد المهيدي
- وزير الصناعة: خالد عبد الله محمد الشاوي
- وزير البلديات والأشغال العامة: إحسان شيرزاد
- وزير التربية: عبد الرحمن محمد خالد القيسي
- وزير الوحدة: عبد الرزاق محيي الدين
- وزير الإصلاح الزراعي: عبد الكريم فرحان
- وزراء دولة:
  - أحمد كمال قادر
  - غربي الحاج أحمد
  - إسماعيل خير الله
  - ياسين خليل

استحدثت وزارة رعاية الشباب في 31 أيار 1967، فعين وزير الدولة ياسين خليل وزيرا لشؤون الشباب في 11 حزيران. وفي 28 حزيران 1967، استحدثت وزارة شؤون الشمال.
استقال رئيس الجهمورية عبد الرحمن عارف من رئاسة الوزارة في يوم 10 تموز 1967، بعد نكسة حزيران بالإضافة للأزمة الكردية، فكلف طاهر يحيى بتكشيل الحكومة.